# راسيل دون
راسيل دون (بالإنجليزية: Russell Doane) هو نجار أمريكي، ولد في 13 أغسطس 1986 في هونولولو في الولايات المتحدة.

## وصلات خارجية
- راسيل دون على موقع يو إف سي (الإنجليزية)
- راسيل دون على موقع شيردوغ (الإنجليزية)
- راسيل دون على موقع IMDb (الإنجليزية)